# Rick Karsdorp
Rick Karsdorp (Schoonhoven, 11 febbraio 1995) è un calciatore olandese, difensore svincolato.

## Caratteristiche tecniche
Nato calcisticamente come centrocampista centrale o mediano davanti alla difesa, nel corso degli anni si è specializzato nel ricoprire la posizione di terzino destro. Viene soprannominato la locomotiva olandese per via della sua velocità.

## Carriera

### Club

#### Feyenoord
Cresce nel settore giovanile del Feyenoord, il 12 dicembre 2013 stipula il suo primo contratto professionistico con il club. Esordisce in Eredivisie il 24 agosto 2014 entrando all'80' al posto di Joris Mathijsen nella partita interna contro l'Utrecht. Nel biennio 2015-2017 conquista prima la Coppa d'Olanda e l'anno successivo l'Eredivisie. Nel 2015-2016 è stato protagonista in campionato fornendo 10 assist. Il 30 ottobre 2016 realizza il suo primo gol in carriera nel 2-2 contro l'Heerenveen, ribattendo in rete un rigore di Dirk Kuyt parato da Erwin Mulder.
Dopo una stagione ricca di presenze e assist, viene candidato come miglior giocatore del campionato Eredivisie nella stagione 2016/2017.

#### Roma
Il 28 giugno 2017 viene acquistato dalla Roma per un corrispettivo fisso di quattordici milioni di euro più bonus variabili fino a ulteriori cinque milioni. Karsdorp firma con la Roma un contratto fino al 30 giugno 2022 e sceglie di indossare la maglia numero 26.
Nella stagione 2017-2018 gioca solo una partita in campionato, il 25 ottobre contro il Crotone, match d’esordio nel quale gioca titolare per 82 minuti prima di uscire per un infortunio che lo tiene fermo fino a fine stagione.
Torna a giocare in campionato alla terza giornata del campionato seguente, giocando per 78 minuti nella partita persa per 2-1 in casa del Milan. Ha esordito in Champions League il 27 novembre 2018, contro il Real Madrid. Disputa la sua prima gara di Coppa Italia il 14 gennaio 2019, contro la Virtus Entella.

#### Ritorno al Feyenoord
Il 7 agosto 2019, dopo due stagioni vissute in penombra a causa dei numerosi problemi fisici, Karsdorp fa ufficialmente ritorno al Feyenoord, con la formula del prestito secco annuale. Fa il suo secondo debutto con gli olandesi il 12 agosto seguente, nel match di campionato contro l'Heerenveen.

#### Ritorno alla Roma e PSV
Nella stagione 2020-2021, tornato dal prestito al Feyenoord inizialmente sembra destinato alla cessione, salvo poi rimanere e viene impiegato come titolare dall'allenatore dei giallorossi Paulo Fonseca, fornendo buone prestazioni. Segna il suo primo ed unico gol in massima serie (oltre che coi giallorossi) il 23 gennaio 2021 nel successo per 4-3 contro lo Spezia. Questa è stata l'unica rete da lui realizzata tra campionato e coppe; al termine della stagione ha collezionato anche 6 assist (tutti in Serie A).
Il 19 agosto 2021 fa il suo debutto in UEFA Conference League, in occasione del successo esterno sul Trabzonspor (1-2). Il 7 aprile 2022, in occasione della gara d'andata dei quarti finali di UEFA Conference League persa contro il Bodø/Glimt (2-1), Karsdorp timbra la sua centesima presenza di sempre in giallorosso. Il 25 maggio 2022 vince la Conference League vincendo 1 a 0 la finale a Tirana contro la sua ex squadra, il Feyenoord.
Nella stagione 2022-23 viene messa in discussione la sua titolarità complice anche l'arrivo del terzino turco Zeki Çelik, tanto da finire fuori rosa dopo Sassuolo-Roma nel novembre del 2022 accusato pubblicamente di scarso impegno da mister Mourinho, per poi essere reintegrato in rosa nel febbraio del 2023.
A fine stagione raggiunge con la squadra la finale di UEFA Europa League, dove vengono battuti ai rigori dal Siviglia.
Dopo un'altra stagione (2023-24) di utilizzo parziale fra Mourinho e il subentrato mister Daniele De Rossi, nella stagione 2024/25 viene prima messo fuori rosa e fuori lista in campionato, per poi rescindere il proprio contratto coi giallorossi il 29 agosto 2024.

#### PSV
Il 31 agosto 2024 torna in Olanda firmando un contratto annuale con opzione con il PSV.

### Nazionale
Nel settembre 2015 viene convocato per la prima volta dal commissario tecnico Blind, nella nazionale maggiore per le gare contro Kazakistan e Repubblica Ceca nelle quali però rimane in panchina senza mai giocare. L'esordio ufficiale con gli Oranje avviene un anno più tardi, ovvero il 7 ottobre 2016 a Rotterdam dove gioca da titolare nella partita valida per la qualificazione al mondiale 2018 contro la Bielorussia. Gioca altre 2 partite tra il 2016 e il 2017 prima di non venire più convocato negli anni successivi a causa degli infortuni subiti.
Il 14 maggio 2021, dopo 4 anni di assenza dalla nazionale, viene inserito nella lista dei pre-convocati della nazionale maggiore in vista degli europei, non risultando tuttavia nella lista finale.

## Statistiche

### Presenze e reti nei club
Statistiche aggiornate al 15 marzo 2025.
| Stagione         | Squadra          | Campionato       | Campionato | Campionato | Coppe nazionali | Coppe nazionali | Coppe nazionali | Coppe continentali | Coppe continentali | Coppe continentali | Altre coppe | Altre coppe | Altre coppe | Totale | Totale |
| Stagione         | Squadra          | Comp             | Pres       | Reti       | Comp            | Pres            | Reti            | Comp               | Pres               | Reti               | Comp        | Pres        | Reti        | Pres   | Reti   |
| ---------------- | ---------------- | ---------------- | ---------- | ---------- | --------------- | --------------- | --------------- | ------------------ | ------------------ | ------------------ | ----------- | ----------- | ----------- | ------ | ------ |
| 2014-2015        | Feyenoord        | ED               | 19+1       | 0          | CO              | 0               | 0               | UCL+UEL            | 1+4                | 0                  | -           | -           | -           | 25     | 0      |
| 2015-2016        | Feyenoord        | ED               | 29         | 0          | CO              | 6               | 0               | -                  | -                  | -                  | -           | -           | -           | 35     | 0      |
| 2016-2017        | Feyenoord        | ED               | 30         | 1          | CO              | 4               | 0               | UEL                | 6                  | 0                  | SO          | 1           | 0           | 41     | 1      |
| 2017-2018        | Roma             | A                | 1          | 0          | CI              | 0               | 0               | UCL                | 0                  | 0                  | -           | -           | -           | 1      | 0      |
| 2018-2019        | Roma             | A                | 11         | 0          | CI              | 1               | 0               | UCL                | 2                  | 0                  | -           | -           | -           | 14     | 0      |
| 2019-2020        | Feyenoord        | ED               | 15         | 1          | CO              | 2               | 0               | UEL                | 5                  | 1                  | -           | -           | -           | 22     | 2      |
| Totale Feyenoord | Totale Feyenoord | Totale Feyenoord | 93+1       | 2+0        |                 | 12              | 0               |                    | 16                 | 1                  |             | 1           | 0           | 123    | 3      |
| 2020-2021        | Roma             | A                | 34         | 1          | CI              | 1               | 0               | UEL                | 10                 | 0                  | -           | -           | -           | 45     | 1      |
| 2021-2022        | Roma             | A                | 36         | 0          | CI              | 2               | 0               | UECL               | 13                 | 0                  | -           | -           | -           | 51     | 0      |
| 2022-2023        | Roma             | A                | 13         | 0          | CI              | 0               | 0               | UEL                | 5                  | 0                  | -           | -           | -           | 18     | 0      |
| 2023-2024        | Roma             | A                | 18         | 0          | CI              | 2               | 0               | UEL                | 8                  | 0                  | -           | -           | -           | 28     | 0      |
| Totale Roma      | Totale Roma      | Totale Roma      | 113        | 1          |                 | 6               | 0               |                    | 38                 | 0                  |             | -           | -           | 157    | 1      |
| 2024-2025        | PSV              | ED               | 12         | 0          | CO              | 1               | 0               | UCL                | 7                  | 0                  | SO          | 0           | 0           | 20     | 0      |
| Totale carriera  | Totale carriera  | Totale carriera  | 214+1      | 3          |                 | 20              | 0               |                    | 58                 | 1                  |             | 1           | 0           | 294    | 4      |

### Cronologia presenze e reti in nazionale
| Cronologia completa delle presenze e delle reti in nazionale ― Paesi Bassi | Cronologia completa delle presenze e delle reti in nazionale ― Paesi Bassi | Cronologia completa delle presenze e delle reti in nazionale ― Paesi Bassi | Cronologia completa delle presenze e delle reti in nazionale ― Paesi Bassi | Cronologia completa delle presenze e delle reti in nazionale ― Paesi Bassi | Cronologia completa delle presenze e delle reti in nazionale ― Paesi Bassi | Cronologia completa delle presenze e delle reti in nazionale ― Paesi Bassi | Cronologia completa delle presenze e delle reti in nazionale ― Paesi Bassi |
| Data                                                                       | Città                                                                      | In casa                                                                    | Risultato                                                                  | Ospiti                                                                     | Competizione                                                               | Reti                                                                       | Note                                                                       |
| -------------------------------------------------------------------------- | -------------------------------------------------------------------------- | -------------------------------------------------------------------------- | -------------------------------------------------------------------------- | -------------------------------------------------------------------------- | -------------------------------------------------------------------------- | -------------------------------------------------------------------------- | -------------------------------------------------------------------------- |
| 7-10-2016                                                                  | Rotterdam                                                                  | Paesi Bassi                                                                | 4 – 1                                                                      | Bielorussia                                                                | Qual. Mondiali 2018                                                        | -                                                                          |                                                                            |
| 10-10-2016                                                                 | Amsterdam                                                                  | Paesi Bassi                                                                | 0 – 1                                                                      | Francia                                                                    | Qual. Mondiali 2018                                                        | -                                                                          |                                                                            |
| 25-3-2017                                                                  | Sofia                                                                      | Bulgaria                                                                   | 2 – 0                                                                      | Paesi Bassi                                                                | Qual. Mondiali 2018                                                        | -                                                                          |                                                                            |
| Totale                                                                     |                                                                            | Presenze                                                                   | 3                                                                          |                                                                            | Reti                                                                       | 0                                                                          |                                                                            |

## Palmarès

### Club

#### Competizioni nazionali
- Coppa dei Paesi Bassi: 1

Feyenoord: 2015-2016
- Campionato olandese: 2

Feyenoord: 2016-2017
PSV: 2024-2025

#### Competizioni internazionali
- UEFA Conference League: 1

Roma: 2021-2022